# Sándor Márai
Sándor Márai, nascido Sándor Károly Henrik Grosschmid (Košice, Eslováquia, 11 de abril de 1900 - San Diego, EUA, 22 de fevereiro de 1989), foi um escritor e jornalista de etnia húngara nascido na Eslováquia.

## Biografia
Sándor Márai nasceu em Košice (húngaro: Kassa), uma pequena cidade da Hungria, hoje Eslováquia. Seu pai era advogado e sua mãe, professora.
Poeta, dramaturgo, um dos maiores escritores da língua húngara, autor de mais de sessenta livros. Escreveu seu primeiro romance aos 24 anos. Alcançou grande sucesso na Hungria, foi um grande romancista, poeta e cronista das sutilezas da memória, escritor e jornalista. 
Sándor Márai pode ser definido como um verdadeiro amante dos valores morais e civis. 
Em 1919, vai viver em Berlim e depois em Frankfurt, Alemanha.
Começa a trabalhar como jornalista em 1920. 
Em 1945, é eleito membro da Academia Húngara de Ciências.
No ano de 1948 sai de Budapeste num auto-exílio, inconformado com as ideias do regime comunista em seu país e deseja tornar-se cidadão americano. Um liberal acima de tudo, Sándor Márai tinha a plena convicção de que jamais poderia experimentar seu ideal de liberdade numa sociedade dominada pelo comunismo.
Márai sempre escreveu em húngaro e produziu a maior parte de suas obras no período entre 1928 e 1948. 
Pagou um alto preço por suas opiniões contrárias ao regime comunista. Durante toda a sua vida Sándor Márai teve sua sorte modificada e influenciada pela guerra e pelos conflitos políticos em seu país.  
Num momento, em que era muito respeitado por todos em seu país e estimado, como um dos maiores escritores da Hungria, e da Europa, toda sua obra foi proibida e Sándor Márai, caiu no esquecimento, exceto junto dos emigrantes húngaros, no Ocidente, que continuaram a publicá-lo. Márai foi sempre um crítico inconformado com a ascensão do comunismo. Considerava a liberdade de pensamento fundamental, para que o homem possa conquistar respeito e conhecer a felicidade. Alguns críticos nunca aceitaram sua posição e por muito tempo desprezaram suas criações literárias, que traziam um retrato fiel da decadência da burguesia. Era considerado por muitos como um escritor de classe média. 
1952, depois de morar na Suíça, Inglaterra, vive por algum tempo em Nova Iorque.
Ainda em 1952 trabalha na rádio Europa Livre, até 1967.
Em 1968 depois de passar um tempo em Palermo, Itália, muda-se para San Diego onde vive até suicidar-se em 1989, com um tiro na cabeça. O suicídio de Sándor Márai pode ser entendido a partir de seus diários, que foram editados e publicados em diversas línguas, mas ainda não em português. Em seus últimos escritos, Diários 1984-1989, conta como acompanhou a lenta morte de sua esposa, Lola, e lá podemos acompanhar inclusive quando decide comprar um revólver para evitar que tenha um fim semelhante e sofrido. Sempre foi um defensor da liberdade, e a liberdade de escolher como morreu talvez seja sua mensagem mais forte em defesa desse valor.
Sua literatura pode já foi comparada com a obra de Thomas Mann, um dos maiores escritores alemães do século XX e a de Gyula Krúdy, autor húngaro de obra extensa e muito querido em toda Hungria e Europa. 
Em sua trajetória literária, Sándor Márai falou das armadilhas do amor, da paixão, da vida, da dor, da decadência e da morte. Teve seu olhar sempre voltado para todas as aventuras emocionais do homem.
A força da literatura de Sándor Márai sempre esteve em sua descrença e na aceitação de seu destino. Seu amor a linguagem e o cuidado para expressar corretamente o que quer nos mostrar, revelam ao seu leitor que mais do que tudo Sándor Márai estava predestinado a escrever e a revelar a seus leitores o caos e a imperiosa necessidade de mudança.  
Somente depois de muitos anos, com o fracasso do regime comunista, Márai pode ter seu trabalho novamente apreciado em seu país e ficou cada vez mais conhecido em todo o mundo. 
Em 1990, recebe postumamente o Prêmio Kossuth.

## Crítica
“O húngaro Sándor Márai foi o cronista perspicaz de um mundo em colapso." Le Monde

## Livros
- As Brasas.[1]

Um romance, que fala de amizade, paixão e honra. O romance trata da história de dois amigos, Henrik e Konrad, que não se vêem há 41 anos. Depois de serem grandes amigos na infância um deles desaparece em 1899.
Existe um segredo que ronda aquele dia que mudou irremediavelmente a vida dos dois e que agora eles irão compreender. Entre eles o fantasma de Kriztina a mulher por quem ambos estão dispostos a lutar.   
Sem dúvida este é o livro mais festejado de Sándor Márai, e o primeiro a ser lançado no Brasil.
Edição Brasileira: Companhia das Letras, 1999 -Tradução - Rosa Freire d’Aguiar.
- As velas ardem até ao fim ISBN 9722069128 (no original A gyertyák csonkig égnek) (As Velas Ardem até ao Fim é o título em Portugal do mesmo livro lançado no Brasil sob o título de As Brasas)

Teve a sua primeira publicação em 1942, considerado uma das grandes obras da literatura Húngara do século XX; foi lançado em 2001.
Um pequeno castelo de caça na Hungria, onde se celebravam elegantes saraus em salões decorados ao estilo francês ao som da música de Chopin, é o cenário decadente que retrata o fim de uma época. Dois homens, amigos inseparáveis na juventude, sentam-se para jantar depois de quarenta anos sem se verem. Um, passou muito tempo no Extremo Oriente, o outro, ao contrário, permaneceu na sua propriedade. Mas ambos viveram à espera deste momento, pois entre eles existe um segredo de uma força estranha que os liga de maneira singular.
Portugal, Ed. Dom Quixote. Tradução de Mária Magdolna Demeter.
- O legado de Eszter [2]

Novela que conta a história de Eszter, que vê voltar à casa da família o único homem que amou Lajos. Mentiroso, sonhador, ladrão de corações e usurpador do patrimônio familiar, ele retorna após 20 anos de ausência para reivindicar os direitos dos filhos que teve com a irmã de Eszter. Ela não hesitará mesmo contra o conselho de todos, a entregar-lhe tudo o que lhe restou, na esperança de reviver esse amor.
Com sua escrita elegante e precisa Márai nos apresenta com grande sensibilidade um dos personagens mais marcantes da literatura universal.
Edição Brasileira: Companhia das Letras -2001 – Tradução de Paulo Schiller.
- Veredicto em Canudos[3]

Romance cuja ação se passa no sertão da Bahia. Escrito em 1960 depois de ler “Os Sertões” de Euclides da Cunha, foi lançado em 1970 no Canadá. A paisagem cheia de sol, a vegetação a secura e a miséria da caatinga: Sándor Márai retrata tudo isto com grande intimidade e verdade. Apenas alguém que tenha passado por lá saberia descrever tão bem as agruras do sertão da Bahia.
Como Márai conhece este universo? A resposta que ao mesmo tempo nos orgulha e envergonha, é Euclides da Cunha. Para muitos brasileiros que não conhecem a obra de Euclides é espantoso que a leitura tenha causado tamanha impressão em Sándor Márai, a ponto de inspirar este livro que é quase uma homenagem a Euclides da cunha.
O romance conta a história de um ex- cabo do exército brasileiro, cinqüenta anos depois. O dia em que Antonio Conselheiro foi derrotado pelas topas do governo. O relato nos conta os acontecimentos do dia 5 de outubro de 1897, data da rendição final de Canudos.
Ed. Companhia das Letras – 2002 - Tradução de Paulo Schiller.
- Divórcio em Buda[4]

Mais uma vez, Sándor Márai narra o reencontro de dois homens, depois de anos sem se falar, e que esperam por um acerto de contas. Entre eles uma mulher. Escrito em 1935, o livro tem como protagonista um austero juiz de direito que está prestes a oficializar a separação de um médico e a esposa, ambos foram seus amigos de juventude. Com riqueza de detalhes o romance mostra a decadência de uma sociedade burguesa diante da Segunda Guerra Mundial e desvenda os cantos mais obscuros da mente do ser humano. 
Ed. Companhia das Letras -2003 - Tradução de Ladislao Szabo.
- Rebeldes[5]

Escrito nos anos 1930, o período mais produtivo da carreira do escritor húngaro Sándor Márai, o livro traz um relato fiel da burguesia de seu tempo. Mais do que tudo Sándor Márai nos ensina sobre as dores e dificuldades da passagem para a vida adulta.
No final de 1918, a pequena cidade de Kassa fica profundamente marcada pela guerra que apesar de distante modifica a vida de seus moradores. Quatro rapazes, a princípio movidos apenas pela curiosidade inconseqüente da juventude, começam a cometer pequenos crimes. Jovens e ingênuos, aos poucos os quatro rebeldes, estendem suas pequenas ousadias e partem para o caminho dos prazeres e da transgressão dos jogos de azar, do fumo, do roubo e da bebida. São facilmente seduzidos por um ator que promete lhes desvendar os segredos da vida.
Ed. Companhia das Letras - 2004 de Tradução de Paulo Schiller.
- Confissões de um burguês ISBN 853590901X

Aos 34 anos, depois de sair de sua cidade natal, Sándor Márai escreveu as Confissões de um Burguês que são as suas memórias.
No romance o autor apresenta e analisa sua casa e sua família, os antepassados que o moldaram, a formação escolar, seu trabalho como jornalista e as diversas cidades em que viveu até resolver voltar.
Mais que uma série de impressões de uma vida em tempos difíceis, Confissões de um burguês desvenda as bases da obra de ficção de Márai. É um retrato minucioso da formação do autor, com descrições cuidadosas e detalhadas da casa onde nasceu até as auto-análises bastante ponderadas e feitas com muita lucidez por alguém que se encontrava num estado permanente de revolução interna. Aqui, Márai tem a revelação de que nada mais poderia fazer a não ser escrever e de que isso só poderia ser feito em sua língua materna.
Durante toda a vida Sándor Márai escreveu em seu idioma materno, depois de sair da Hungria, viveu no exílio e só voltou a ser publicado com o fim da guerra fria.
Ed. Companhia das Letras -2006 – Tradução de Paulo Schiller.
- De verdade [6]

Escrito ao longo de quatro décadas, e na voz de quatro narradores, De verdade, para alguns críticos é a obra máxima do escritor húngaro Sándor Márai. Numa linguagem elegante e minuciosa, Márai traz ao leitor todos os conflitos do amor e do casamento, além de mostrar com maestria, os bastidores da burguesia decadente na Europa Central no período das duas grandes guerras. Sándor Márai revela com grande inteligência e realismo a fronteira intransponível que separa as classes sociais, neste romance em que expõe as cicatrizes de uma capital agonizante, cercada pelas tropas comunistas.
Ed. Companhia das Letras – 2008 – Tradução de Paulo Schiller.
- A mulher certa[7] (no original Az igazi judit... és az utóhang -  A Mulher Certa é o título em Portugal do mesmo livro lançado no Brasil sob o título de De Verdade)

É o último livro de Sándor Márai. Em 1941 Márai publicou Az Igazi [A Mulher Certa], romance composto por dois longos monólogos. Na edição alemã de 1949 (Wandlungen der Ehe), o autor adicionou uma terceira parte, escrita durante o seu exílio em Itália; em 1980 Márai, reescreveu esta terceira parte, na qual adicionou um epílogo. A edição atual reúne as quatro partes que constituem o romance.
O romance começa em Budapeste onde uma mulher conta a uma amiga como descobriu o adultério do seu marido. Por outro lado, um homem confessa a um amigo como abandonou a sua mulher por outra, e uma terceira mulher revela ao seu amante como se casou com um homem cheio de dinheiro para sair da pobreza. Márai com seu domínio total da linguagem dá voz cada um desses três personagens. Apresenta-nos a esses três pontos de vista, essas três sensibilidades diferentes que desvendam uma história cheia de paixões, mentiras e crueldade.
Editor português: Dom Quixote. Tradução de Ernesto Rodrigues.

## Citações
- http://citador.pt/pensar.php?pensamentos=Sandor_Marai&op=7&author=1145